# Márciusban újrakezdjük
„Márciusban újrakezdjük” (Márciusban ÚjraKezdjük) az 1956-os forradalom leverését követő hónapok jelszava volt azok közt, akik abban reménykedtek, hogy a forradalom megismételhető. A jelszó házfalakra mázolva – gyakran MUK rövidítésként –, illetve röpcédulákon bukkant elő, először Budapesten, de az ország más településein és a határokon túl is.
A röplapháborúba bekapcsolódtak az új hatalom, Kádár János Magyar Forradalmi Munkás-Paraszt Kormányának hívei is. „Tessék tudomásul venni, hogy ott lesz a karhatalmunk is – puskával, s ha szükség lesz rá, fel fogjuk fegyverezni a magyar munkásosztályt is” – hirdette például egy „Marosán elvtárs szombathelyi beszédéből” idéző röplap.
Többek közt a MUK fenyegetésére hivatkozva hozták létre 1957 februárjában a Magyar Szocialista Munkáspárt párthadseregét, a munkásőrséget, amelyben a feliratokra reagálva a HUKUK jelszó terjedt el („Ha Újra Kezditek, Újra Kaptok”). A MUK "alternatív" értelmezéseként a "Minden Uszítónak Kötelet" szöveg is megjelent a falakon.
Ennek alátámasztására a Magyarországi Tanácsköztársaság kikiáltásának 38. évfordulóján, 1957. március 21-én tízezer géppisztolyos munkásőr demonstrálta a párt hatalmát Budapest utcáin. Ekkorra már elmúlt a MUK megtestesítette fő fenyegetés: a MUK jelszót ugyanis legtöbben úgy értették, hogy az 1848-as forradalom március 15-ei évfordulója fordulhatna át ismét forradalomba.
Jelentős részben a MUK-ot március 15-éhez kötő értelmezés magyarázta a forradalmat eltipró Kádár János rezsimjének viszolygását március 15-e nem hivatalos ünneplésétől, illetve az ilyen ünnepléseket követő retorziókat. (Például 1970-ben a rendőrség hatalmas energiát fektetett abba, hogy feltárja, hogyan vonulhatott fel március 15-én a Kossuth-nótát énekelve 25 ember.)
A MUK fenyegetése a forradalom vérbefojtását követően nem volt jelentős, bár voltak olyan csoportok – mint a mecseki láthatatlanok maradéka –, amelyek március 15-re készülve valóban felvették egymással a kapcsolatot és arra készültek, hogy elővegyék elrejtett fegyvereiket. A hatalom azonban komolyan vette az új mozgalmat és márciusban csaknem hatezer embert vettek őrizetbe. A MUK-ban való részvétel vádjával több halálos ítélet született, amelyeket végre is hajtottak.
A jelszó 50 évvel később, 2006-2007-ben is előkerült a 2006-os kormányellenes tiltakozásokra utalva, ám 2007. március 15-én nem voltak komolyabb zavargások.